# Angelo Froglia
Angelo Froglia (Livourne, 23 mars 1955 - Rome, 11 janvier 1997) est un peintre italien.
Il est connu comme l'un des auteurs du canular de Livourne (1984), concernant de fausses sculptures d'Amedeo Modigliani.

## Biographie
Angelo Froglia est un peintre et docker Livournais. Il est l'auteur de deux des trois fausses têtes de Modigliani retrouvées dans le Fosso Reale lors du canular de Livourne.
Après la découvertes de ses sculptures, il convoque une conférence de presse lors de laquelle il explique souhaiter « dénoncer la manière dont les critiques d'art, les
mass media, les gens créent des mythes ». Il ajoute : « J'ai voulu accomplir une opération esthético-artistique. ».